# ماروین گی (ترانه)
«ماروین گی» (انگلیسی: Marvin Gaye) نام ترانه‌ای از چارلی پوث و مگان ترینر است که در ۱۰ فوریه ۲۰۱۵ منتشر شد. نام این ترانه برگرفته از خواننده قدیمی ماروین گی است.